# Rhinoderma rufum
A Rhinoderma rufum a kétéltűek (Amphibia) osztályába a békák (Anura) rendjébe és a orrosbékafélék (Rhinodermatidae) családjába tartozó faj.

## Előfordulása
Chile endemikus faja. Az óceáni parti sávban, Curicó tartománytól Arauco tartományig, a tengerszinttől 500 m-es magasságig honos.

## Megjelenése
Kis méretű békafaj, a hímek hossza 31 mm, a nőstényeké 33 mm. Jellegzetessége a húsos orrmányszerű pofa. Hallószerve alig kivehető. Úszóhártyája különösen fejlett hátsó lábának 1. és a 2. ujja, illetve 2. és 3. ujja között. Színe változatos lehet. Hátának színes egységesen sárgásbarna, barna, vörösesbarna, halványzöld, sötétzöld, vagy barna és zöld keveréke lehet. Hasi oldalán fekete és fehér foltok láthatók. A párzó hímeknek megnövekedett hanghólyagjuk van.

## Szaporodása
A nem másik fajához, darwin hegyesorrú békájához hasonlóan ivadékgondozásának egészen sajátos és egyedülálló módja van. A nőstény 12-24 petét rak, melyeket a hím hanghólyagjában gyűjt össze. Az ebihalakat a hím a vízbe engedi, ahol átalakulnak kifejlett békákká.

## Természetvédelmi helyzete
A vörös lista a súlyosan veszélyeztetett fajok között tartja nyilván.